# Cepki
Cepki – wieś w Słowenii, w gminie miejskiej Koper. 1 stycznia 2018 liczyła 85 mieszkańców.